# Ворошиловская (платформа)
Вороши́ловская — платформа Горьковского региона Горьковской железной дороги, западнее станции Нижний Новгород-Московский. Расположена в черте города Дзержинск, в промзоне, обслуживает заводских рабочих. В связи с выраженностью пассажиропотока в часы пик некоторые поезда следуют мимо платформы без остановки во внепиковое время. Пригородные поезда курсируют до станций: Нижний Новгород-Московский, Дзержинск, Гороховец, Вязники, Ковров. Имеет 1 боковую высокую платформу (от Нижнего Новгорода) и 1 островную высокую платформу (на Нижний Новгород), к которой примыкают 2 и 3 главные пути (3-й путь используется, главным образом, под грузовое движение), ограниченных пешеходными настилами со светофорами. Касса на платформе отсутствует.